# UCI Oceania Tour de 2008-2009
O UCI Oceania Tour de 2008-2009, foi a quarta edição do UCI Oceania Tour. Levou-se a cabo de outubro de 2008 a setembro de 2009 onde se disputaram 5 competições por etapas em duas modalidades, provas por etapas e provas de um dia, outorgando pontos aos primeiros classificados das etapas e à classificação final; caindo do calendário com respeito à temporada anterior a Melbourne to Warrnambool Classic que desceu à categoria amador. Ademais, apesar de não estar no calendário, também pontuaram os campeonatos nacionais com um barómetro dependendo o nível ciclista da cada país.
O ganhador a nível individual foi o australiano Peter McDonald, por equipas triunfou a Drapac Porsche da Austrália, enquanto por países e países sub-23 foi a Austrália quem obteve mais pontos.

## Calendário
Contou com as seguintes provas, tanto por etapas como de um dia.

### Outubro de 2008
| Data     | Carreira              | Cat. | Ganhador       | Equipa do ganhador |
| -------- | --------------------- | ---- | -------------- | ------------------ |
| 12 ao 18 | Jayco Herald Sun Tour | 2.1  | Stuart O'Grady | CSC-Saxo Bank      |

### Novembro de 2008
| Data   | Carreira          | Cat. | Ganhador        | Equipa do ganhador       |
| ------ | ----------------- | ---- | --------------- | ------------------------ |
| 3 ao 8 | Tour de Southland | 2.2  | Hayden Roulston | The Southland Times-Trek |

### Janeiro de 2009
| Data     | Carreira           | Cat. | Ganhador       | Equipa do ganhador |
| -------- | ------------------ | ---- | -------------- | ------------------ |
| 21 ao 25 | Tour de Wellington | 2.2  | Peter McDonald | Drapac Porsche     |

### Fevereiro de 2009
| Data | Carreira                           | Cat. | Ganhador         | Equipa do ganhador    |
| ---- | ---------------------------------- | ---- | ---------------- | --------------------- |
| 13   | Campeonato Oceânico Contrarrelógio | CC   | Chris Jongewaard | Selecção da Austrália |
| 15   | Campeonato Oceânico em Estrada     | CC   | Tommy Nankervis  | Selecção da Austrália |

## Classificações

### Individual
| Posição | Ciclista           | Pontos |
| ------- | ------------------ | ------ |
| 1       | Peter McDonald     | 163    |
| 2       | Gordon McCauley    | 112,33 |
| 3       | Tommy Nankervis    | 100    |
| 4       | Daniel Braunsteins | 70     |
| 5       | Jeremy Yates       | 64,66  |
| 6       | Hayden Roulston    | 60     |
| 7       | Jeremy Vennell     | 51     |
| 8       | Chris Jongewaard   | 51     |
| 9       | Joseph Cooper      | 45,33  |
| 10      | Benjamin Day       | 43     |

### Equipas
| Posição | Equipa             | Pontos |
| ------- | ------------------ | ------ |
| 1       | Drapac Porsche     | 262    |
| 2       | Subway-Avanti      | 226,98 |
| 3       | Cinelli-Down Under | 147    |
| 4       | Cervélo            | 101    |
| 5       | Praties            | 90     |

| 6  | Savings & Loans          | 76    |
| 7  | Budget Forklifts         | 70,32 |
| 8  | Letua Cycling Team       | 64,66 |
| 9  | Bissell Pro Cycling Team | 61    |
| 10 | Barloworld               | 51    |

### Países
| Posição | País          | Pontos |
| ------- | ------------- | ------ |
| 1       | Austrália     | 1259   |
| 2       | Nova Zelândia | 592,63 |

### Países sub-23
| Posição | País          | Pontos |
| ------- | ------------- | ------ |
| 1       | Austrália     | 639,66 |
| 2       | Nova Zelândia | 117,65 |